# 永久の強訴
永久の強訴（えいきゅうのごうそ）とは、天永4年・永久元年（1113年）、興福寺の末寺・清水寺の別当に延暦寺で出家した仏師・円勢が任じられたことから閏3月20日に数千人の興福寺大衆が人事の停止を求めて行った強訴のこと。
円勢は法勝寺・尊勝寺の仏像群の造立を主導しており、白河法皇への奉仕に対する論功行賞ともいえる強引な人事だった。法皇は譲歩し一旦は終結するかに思われたが、興福寺大衆が上洛の折に祇園社神人に暴行を働いたため、29日に延暦寺大衆が報復する。清水寺の堂舎を破壊して神輿をかつぎ、院御所である大炊殿におしかけ興福寺の権少僧都・実覚の流罪を要求した。出羽守・源光国、丹後守・平正盛、左衛門尉・源為義が院御所・内裏を警固した。
その場しのぎの対応で法皇が実覚処分の要求を飲んだことから興福寺が激怒、天台座主・仁豪と法性寺座主・寛慶の流罪、祇園社を春日大社の末社にすること、実覚の配流停止といった3ヵ条を奏上として提出した。大衆の上洛を防ぐため、宇治に平正盛・平忠盛・源重時が、西坂本に源光国・藤原盛重が配備された。宇治において双方が対峙中にたまたま現れた鹿（鹿は春日大社明神の使として信仰されていた）を兵士が射ようとしたことから合戦となり、大衆側に多数の戦死者が出た。宇治に出動した正盛・忠盛・重時は検非違使だったが、検非違使別当・藤原宗忠の指示を介さず法皇の命令で派兵された。検非違使庁・諸衛府の形骸化、院北面の拡大を示す事件だった。
また、延暦寺側の仁豪と寛慶も一枚岩ではなく、寛慶らが清水寺を破壊した責任者として仁豪の天台座主辞任を要求、9月には寛慶を支持する大衆が天台座主の交代を求める強訴を行おうとして、平忠盛・源重時らに阻止される事件も起きている（『長秋記』同年9月30日条）。また、翌年にも延暦寺内で仁豪・寛慶両派の大衆の衝突があり、仁豪が白河法皇に対して寛慶が天台座主を奪おうと企てていると訴えている（『中右記』永久2年7月26日条・『殿暦』永久2年7月27日条）。保安2年（1121年）になって仁豪が死去すると、寛慶が天台座主に任ぜられた。仁豪と寛慶の対立は弟子たちの時代にも引き継がれ、後の祇園闘乱事件では寛慶の弟子である天台座主行玄が仁豪の流れを汲む反対派の襲撃を受ける騒動が発生している他、12世紀後半には両勢力が皇族出身の僧侶を指導者に迎え入れる動きを見せて後の梨本（三千院）・青蓮院両門跡が誕生する遠因ともなった。